# Dark Lunacy
I Dark Lunacy sono una band melodic death metal di Parma con influenze symphonic metal.

## Storia

### Dall'anonimato aDevoid(1997 - 2001)
Il gruppo si forma agli inizi del 1997, dopo l'incontro tra il cantante Mike e il chitarrista Enomys. Dopo aver inciso un Ep autoprodotto, dal titolo Silent Storm (1998) ottengono un notevole consenso da parte del pubblico.
Successivamente, con l'arrivo di Baijkal (batteria) e Harpad (basso), la band risulta completa.
Nella primavera del 1999, il gruppo pubblica un demo intitolato Serenity, composto da 4 brani, nei quali il supporto di un vero quartetto d'archi segna quello che sarà il sound della band.
Nel 2000, il loro primo produttore Richard Milella (Le Parc Music) firma un contratto con l'etichetta discografica Self e la band pubblica il suo primo album ufficiale dal titolo Devoid nel novembre dello stesso anno. Dopo poco tempo dalla pubblicazione del primo album, la band riscuote un buon successo di critica e, grazie ai due singoli "Dolls" (del quale viene prodotto anche un video) e "Forlorn", i Dark Lunacy entrano nella playlist di molte radio e locali specializzati nella programmazione di musica metal.
Il 23 marzo 2001 inizia il primo tour italiano, che finirà il 12 maggio al Rolling Stones di Milano.

### TwiceeForget Me Not(2002 - 2005)
Dopo uno split album insieme al gruppo death metal marchigiano Infernal Poetry e un tour insieme ai Sadist e ai Deformachine nel 2002, nel giugno 2003, sempre con la produzione di Richard Milella (Le Parc Music) esce il secondo album intitolato Forget Me Not, che presenta parti melodiche guidate da un quartetto d'archi sempre più in evidenza e un sound molto più aggressivo che in passato, grazie al lavoro di Imer e Baijkal.
Alla presentazione del cd, tenuta al Transivania Live di Milano il 19 giugno 2003, segue uno speciale del concerto più interviste trasmesso da Rock TV.
Nel 2006, Baijkal e Imer hanno lasciato la band per motivi personali, ma non prima di avere pubblicato il loro terzo album The Diarist.

### The Diariste gli sconvolgimenti di formazione (2006 - inizi 2010)
Il disco è un concept album che tratta l'assedio di 900 giorni avvenuto a Leningrado durante la Seconda guerra mondiale, meno orchestrale del precedente, mostra una maturazione artistica e tecnica combinando potenti e taglienti riff di chitarra con melodie piene di pathos, rabbia e solennità.
Lo stesso anno entrano nella band Mary Anne (basso) e Mathias (batteria) permettendo al gruppo di continuare l'attività live.
Nell'autunno del 2007, Baijkal e Imer sono ritornati nella band. Mathias ha lasciato il gruppo, mentre Mary Ann è passata dal basso a seconda chitarra.
Nel 2009, Enomys lascia la band per motivi personali. Poco dopo, Simon entra ufficialmente nella band come chitarrista.
Nel 2010, altra rivoluzione nella formazione: entrano Alessandro Vagnoni (batteria) e Daniele Galassi (chitarra), già membri degli Infernal Poetry; Claudio Cinquegrana (chitarra); infine Andy Marchini (basso), membro dei Sadist.

### Weaver of Forgotten(2010)
Il 22 giugno 2010 il frontman Mike annuncia sul sito ufficiale della band che le registrazione del loro quarto album sono terminate. Un mese e mezzo dopo, sempre Mike rende noto in un'intervista che il lavoro sarebbe stato un concept ispirato alla memoria dei defunti, intitolato Weaver of Forgotten: 
L'album esce il 9 novembre 2010 via Fuel Records e viene distribuito in tutto il mondo. Musicalmente il disco si discosta dalle precedenti realease: più scuro, marziale, lento e oppressivo; caratterizzato inoltre dall'assenza delle tematiche russe che da sempre contraddistinguevano la cifra stilistica della band. Come asserito in seguito dallo stesso cantante e leader della band Mike Lunacy, Weaver Of Forgotten è un album di riflessione e di raccoglimento, la fine di un ciclo e l'inizio di uno nuovo.

### Live a Città del Messico(2013)e The Day Of Victory(2014)
Con questa formazione rinnovata, la band registra nel 2012 un DVD live a Città del Messico e nello stesso anno intraprende un fortunato tour in Russia. Dopo l'uscita del DVD nel 2013, la band subirà ancora una volta un cambio di formazione. Escono Andy Marchini - già precedentemente sostituito da Jacopo Rossi in sede live, che entra nella band come membro ufficiale della band - e Claudio Cinquegrana. Con questa formazione, che rimane e rimarrà un quartetto, i Dark Lunacy danno vita al quinto full-length dal titolo "The Day Of Victory", disco che si riallaccia tematicamente alle vicende russe nella Seconda Guerra Mondiale. Segue un tour promozionale tra Italia, Russia e Messico.
Nell'Agosto 2015, la band approda per la prima volta in Giappone in tour, toccando le città di Tokyo, Osaka e Nagoya.

### The Rain After The Snow (2016)
Nei primi mesi del 2016, precisamente il 14 marzo, tramite la pagina Facebook della band, Mike Lunacy annuncia che Alessandro Vagnoni (batteria) e Daniele Galassi (chitarra) non fanno più parte della band. Dalle parole dello storico frontman emerge che "Il dibattito (iniziato nel dicembre dello scorso anno) è stato portato avanti da ognuno di noi quattro con grande partecipazione emotiva; ma alla fine, non siamo riusciti a trovare una soluzione condivisa". Tuttavia, le novità non si sono fatte attendere, poiché nel Maggio 2016 viene annunciato che la scrittura del nuovo album è stata completata. Il successore di "The Day Of Victory" viene registrato l'estate stessa presso i Blackwave Studio di Genova, per poi essere pubblicato nell'autunno dello stesso anno.
Il primo grande dettaglio che emerge è che il nuovo disco avrebbe marcato un ritorno più maturo verso le sonorità degli esordi, con il contributo di un vero quartetto d'archi - trademark della band - e di una corale di 40 elementi, nonché dell'immancabile pianoforte, suonato dal bassista della band, Jacopo Rossi.
Nel frattempo, la nuova formazione debutta ufficialmente al Basilicata Metal Fest di Matera, il 16 luglio 2016: ad affiancare Mike Lunacy e Jacopo Rossi sul palco ci sono Davide Rinaldi (chitarra) e Marco Binda (batteria), i quali hanno partecipato alle registrazioni dell'album, entrando di fatto come membri fissi della band.
"The Rain After The Snow", il nuovo album dei Dark Lunacy, interamente curato nella composizione e scrittura da Jacopo Rossi, e interpretato da Mike Lunacy, viene pubblicato l'11 novembre 2016 tramite Fuel Records, la storica etichetta che ha licenziato i precedenti album della band; viene anche confermato il sodalizio con il grafico e artista Gaspare Frazzitta, autore dell'artwork e del booklet del disco, che aveva già curato i precedenti "Weaver Of Forgotten" e "The Day Of Victory".
Come primo singolo, è stato estratto il brano "Gold, Rubies and Diamonds", di cui è stato girato un videoclip. In seguito, nel Febbraio 2017 è stato pubblicato un secondo videoclip, "Howl". Un terzo video, questa volta un playthrough di "Ab Umbra Lumen",

## Componenti

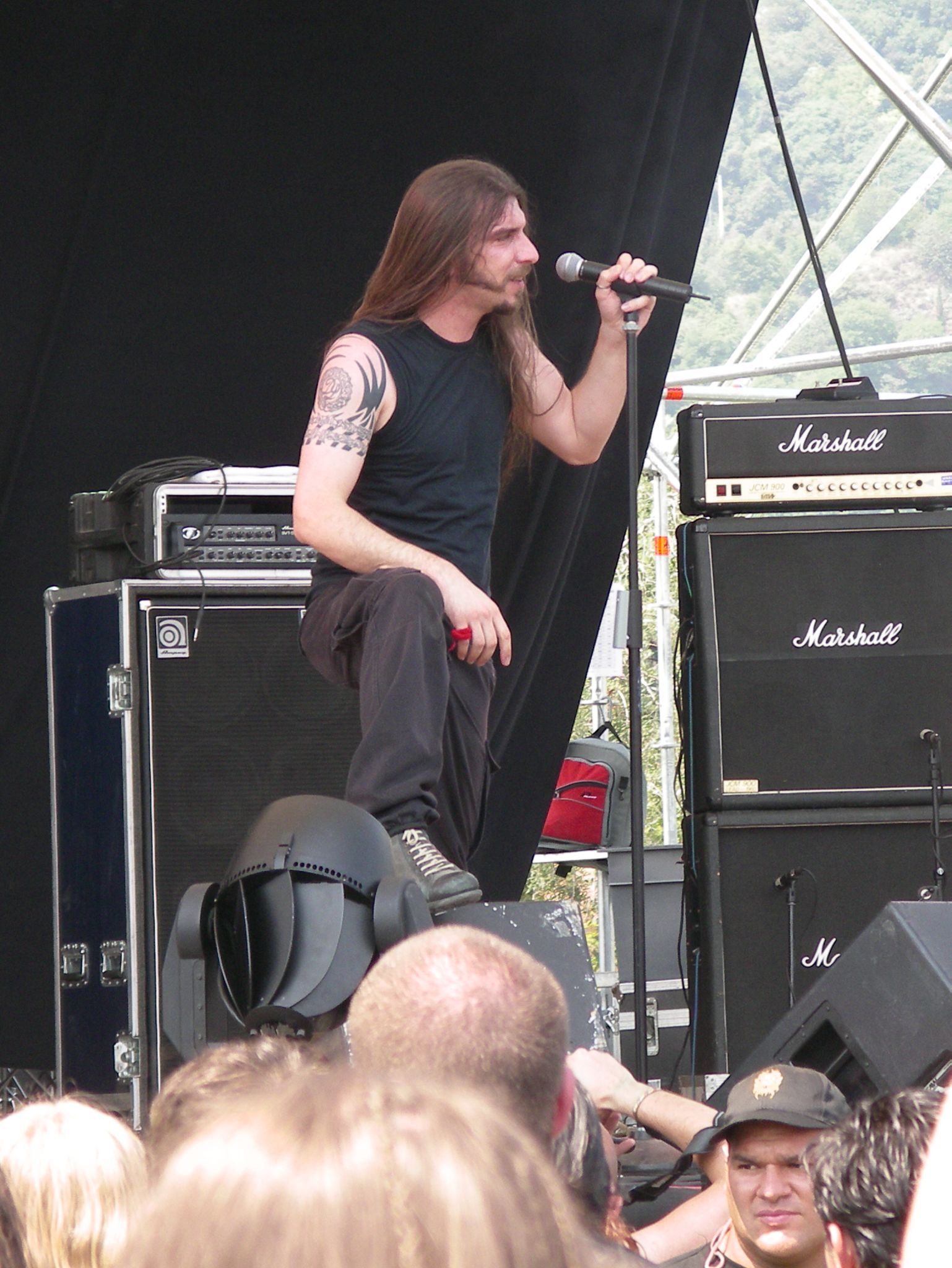
Mike Lunacy sul palco dell'Evolution Festival nel 2005

- Mike Lunacy - voce; piano (1997 - )
- Jacopo Rossi - basso (2012 - ); piano (su "The Rain After The Snow")
- Davide Rinaldi - chitarra (2016 - )
- Marco Binda - batteria (2016 - )

### Ex-componenti
- Daniele Galassi - chitarra
- Alessandro Vagnoni - batteria
- Andy Marchini - basso
- Claudio Cinquegrana - chitarra
- Mary Ann - chitarra
- Baijkal - batteria
- Imer - basso
- Simon - chitarra
- Enomys - chitarra, pianoforte
- Mathias - batteria
- Harpad - basso
- Vault - batteria

## Discografia
- 2000 - Devoid
- 2003 - Forget Me Not
- 2006 - The Diarist
- 2010 - Weaver of Forgotten
- 2014 - The Day Of Victory
- 2016 - The Rain After The Snow

EP
- 1998 - Silent Storm

Live
- 2012 - Live in Mexico City

Demo
- 1999 - Serenity

Split
- 2002 - Twice (con gli Infernal Poetry)